# Wilson Hills
Die Wilson Hills sind eine Gruppe verstreuter Hügel, Nunatakker und Bergrücken an der Oates-Küste des ostantarktischen Viktorialands. Sie verteilen sich in nordwest-südöstlicher Ausdehnung über eine Strecke von rund 112 km zwischen dem Matussewitsch-Gletscher und dem Pryor-Gletscher.
Entdeckt wurden sie von Leutnant Harry Lewin Lee Pennell, Schiffsführer der Terra Nova während der gleichnamigen Antarktisexpedition (1910–1913) unter der Leitung des britischen Polarforschers Robert Falcon Scott. Benannt sind sie nach dem Arzt und Zoologen Edward Wilson (1872–1912), der bei dieser Forschungsreise gemeinsam mit Scott und drei weiteren Expeditionsteilnehmern beim Rückmarsch vom geographischen Südpol ums Leben kam.